# Mátala
Mátala (en griego, Μάταλα) es el nombre de una población griega de Creta perteneciente a la unidad periférica de Heraclión, a la unidad municipal de Timbaki y a la comunidad de Pitsidia. En 2011 constaba de 67 habitantes.

## Ciudad moderna

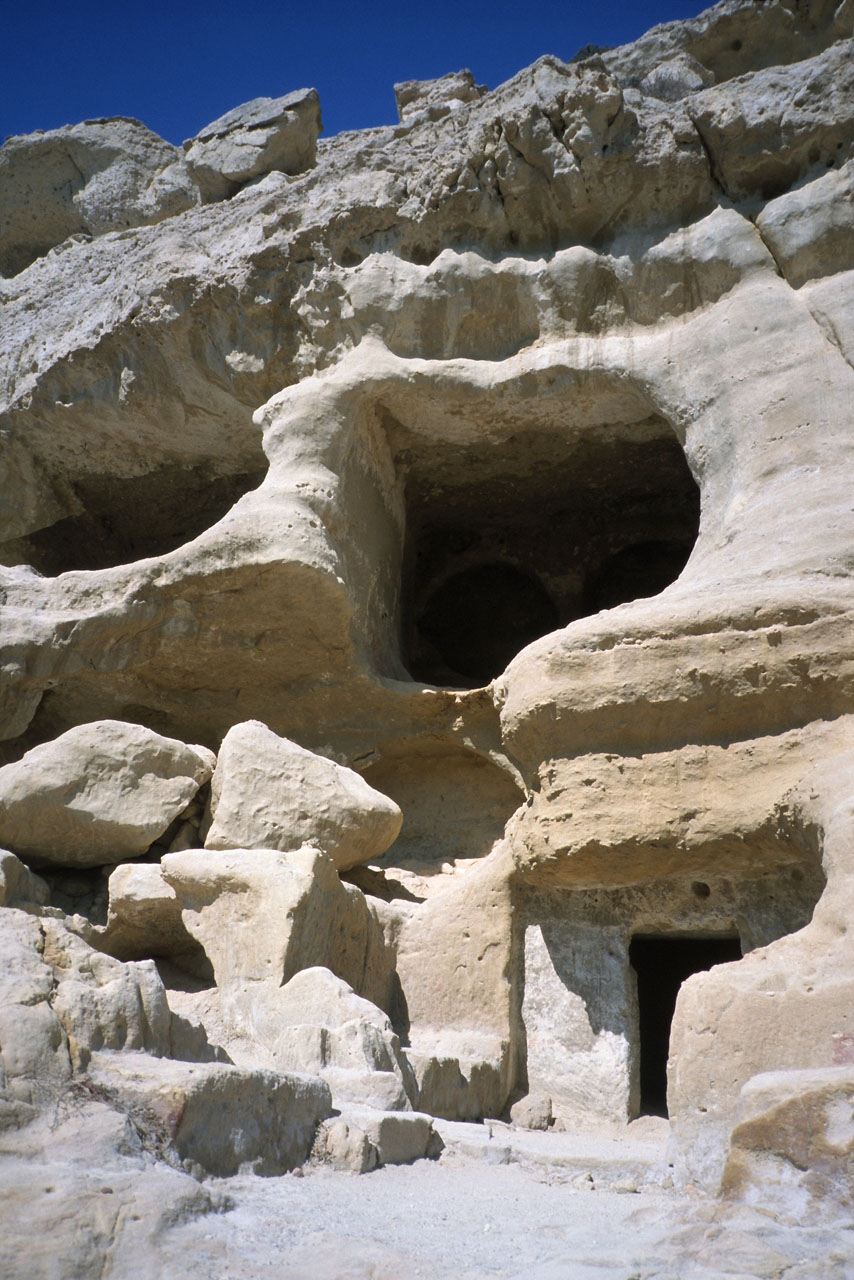
Cuevas en Mátala